# Montredon-des-Corbières
Montredon-des-Corbières là một xã của Pháp, nằm ở tỉnh Aude trong vùng Occitanie. Người dân địa phương trong tiếng Pháp gọi là Montredonais.

## Thông tin nhân khẩu
| Năm    | 1962 | 1968 | 1975 | 1982 | 1990 | 1999 | 2008 |
| ------ | ---- | ---- | ---- | ---- | ---- | ---- | ---- |
| Dân số | 640  | 645  | 717  | 729  | 850  | 904  | 1170 |